# Llista de les 100 millors pel·lícules brasileres segons ABRACCINE
La llista de les 100 millors pel·lícules brasileres recull el resultat d'una enquesta realitzada per l'Associação Brasileira de Críticos de Cinema (ABRACCINE) amb la participació dels principals crítics de cinema del Brasil. La llista es va publicar en un llibre d'edició de luxe anomenat "Os 100 Melhores Filmes Brasileiros". El seu llançament va tenir lloc el setembre de 2016 al Festival de Gramado. El llibre també inclou assaigs sobre les obres escollides.
El rànquing es va elaborar a partir de l'elaboració de llistes individuals de les 25 millors pel·lícules brasileres, de les quals es van extreure les 100 més votades. Uns cent membres d'Abraccine, entre els quals hi ha Pablo Villaça, Celso Sabadin, Amir Labaki, Francisco Russo, João Batista de Brito, Rubens Ewald Filho i Jean-Claude Bernardet, participaren en el procés. Es van citar 379 produccions en la fase de llistes individuals.

## Recepció
La definició de la llista de les millors pel·lícules brasileres d'ABRACCINE era molt esperada. L'entitat té entre els seus membres alguns dels principals crítics del Brasil i és considerada una de les principals entitats nacionals dedicades a l'audiovisual. La recepció de la llista, però, va ser mixta . Grans vehicles de premsa, institucions de suport al cinema i especialistes van parlar de l'audàcia de l'empresa, de l'àmplia cobertura de les diferents fases del cinema brasiler, de la nombrosa presència d'obres de renom, però també del previsible fracàs en no donar espai a tots les produccions grans i històriques. El diari O Fluminense va destacar el caràcter democràtic del rànquing i l'èmfasi especial donat al cinema novo i als que la publicació considera tres dels més grans cineastes brasilers: Glauber Rocha, amb cinc produccions entre les cent elegides, Nelson Pereira dos Santos amb quatre i Eduardo Coutinho amb tres. La revista també va advertir de la controvèrsia que l'àmplia llista podria provocar en qüestions com la posició de la classificació i la manca de noms esperats.
Franthiesco Ballerini, coordinador general de cursos gratuïts de l'Acadèmia Internacional del Cinema de São Paulo, va considerar que hauria estat més adient fer una llista de referència, sense càrrecs, però, va elogiar l'elecció dels primers llocs. Ballerini també va opinar que la pel·lícula Central do Brasil hauria d'haver estat millor classificada, argumentant que la producció s'equilibra bé amb l'èxit de públic i de crítica i una excel·lent tècnica de guió i fotografia, un conjunt de fets que, segons ell, poques obres brasileres han tingut èxit al llarg de la història.
Guilherme Genestreti, columnista especialitzat de la Folha de S.Paulo, analitza a la llista una bona cobertura d'un període que ell anomena "resum", que comprèn la recuperació del cinema brasiler després de la producció inexpressiva a l'era Collor; Ja O Globo assenyala que, dels 10 primers escollits, només Cidade de Deus es va produir després del període de recuperació.
La Fundació Mário Peixoto, entitat cultural situada a la ciutat de Mangaratiba, va celebrar el primer lloc assolit pel llargmetratge del seu mecenes, Mário Peixoto, destacant que la pel·lícula ja havia estat consagrada per la Cinemateca Brasileira, el 1988, com a millor pel·lícula nacional.

## Llista
| Lloc | Títol                                        | Any  | Direcció                        | Gènere          |
| ---- | -------------------------------------------- | ---- | ------------------------------- | --------------- |
| 1    | Limite                                       | 1931 | Mário Peixoto                   | Drama           |
| 2    | Deus e o Diabo na Terra do Sol               | 1964 | Glauber Rocha                   | Drama           |
| 3    | Vidas Secas                                  | 1963 | Nelson Pereira dos Santos       | Drama           |
| 4    | Cabra Marcado para Morrer                    | 1984 | Eduardo Coutinho                | Documental      |
| 5    | Terra em Transe                              | 1967 | Glauber Rocha                   | Drama           |
| 6    | O Bandido da Luz Vermelha                    | 1968 | Rogério Sganzerla               | Policial        |
| 7    | São Paulo, Sociedade Anônima                 | 1965 | Luís Sérgio Person              | Drama           |
| 8    | Cidade de Deus                               | 2002 | Fernando Meirelles i Kátia Lund | Drama, Acció    |
| 9    | O Pagador de Promessas                       | 1962 | Anselmo Duarte                  | Drama           |
| 10   | Macunaíma                                    | 1969 | Joaquim Pedro de Andrade        | Comèdia         |
| 11   | Central do Brasil                            | 1998 | Walter Salles                   | Drama           |
| 12   | Pixote, a Lei do Mais Fraco                  | 1980 | Hector Babenco                  | Drama           |
| 13   | Ilha das Flores                              | 1989 | Jorge Furtado                   | Documental      |
| 14   | Eles Não Usam Black-tie                      | 1981 | Leon Hirszman                   | Drama           |
| 15   | O Som ao Redor                               | 2012 | Kleber Mendonça Filho           | Drama           |
| 16   | Lavoura Arcaica                              | 2001 | Luiz Fernando Carvalho          | Drama           |
| 17   | Jogo de Cena                                 | 2007 | Eduardo Coutinho                | Documental      |
| 18   | Bye Bye Brasil                               | 1979 | Carlos Diegues                  | Comèdia         |
| 19   | O Assalto ao Trem Pagador                    | 1962 | Roberto Farias                  | Policial, Drama |
| 20   | S. Bernardo                                  | 1972 | Leon Hirszman                   | Drama           |
| 21   | Iracema - Uma Transa Amazônica               | 1975 | Jorge Bodanzky i Orlando Senna  | Drama           |
| 22   | Noite Vazia                                  | 1964 | Walter Hugo Khouri              | Drama           |
| 23   | Os Fuzis                                     | 1964 | Ruy Guerra                      | Drama           |
| 24   | Ganga Bruta                                  | 1933 | Humberto Mauro                  | Drama           |
| 25   | Bang Bang                                    | 1971 | Andrea Tonacci                  | Experimental    |
| 26   | A Hora e Vez de Augusto Matraga              | 1965 | Roberto Santos                  | Drama           |
| 27   | Rio, 40 Graus                                | 1955 | Nelson Pereira dos Santos       | Drama           |
| 28   | Edifício Master                              | 2002 | Eduardo Coutinho                | Documental      |
| 29   | Memórias do Cárcere                          | 1984 | Nelson Pereira dos Santos       | Drama           |
| 30   | Tropa d'elit                                 | 2007 | José Padilha                    | Policial        |
| 31   | O Padre e a Moça                             | 1965 | Joaquim Pedro de Andrade        | Drama           |
| 32   | Serras da Desordem                           | 2006 | Andrea Tonacci                  | Docuficció      |
| 33   | Santiago                                     | 2007 | João Moreira Salles             | Documental      |
| 34   | O Dragão da Maldade contra o Santo Guerreiro | 1969 | Glauber Rocha                   | Drama           |
| 35   | Tropa de Elite 2: O Inimigo Agora É Outro    | 2010 | José Padilha                    | Policial, Acció |
| 36   | O Invasor                                    | 2002 | Beto Brant                      | Drama, Thriller |
| 37   | Todas as Mulheres do Mundo                   | 1967 | Domingos de Oliveira            | Comèdia         |
| 38   | Matou a Família e Foi ao Cinema              | 1969 | Júlio Bressane                  | Drama           |
| 39   | Dona Flor e Seus Dois Maridos                | 1976 | Bruno Barreto                   | Comèdia         |
| 40   | Os Cafajestes                                | 1962 | Ruy Guerra                      | Drama           |
| 41   | O Homem do Sputnik                           | 1959 | Carlos Manga                    | Comèdia         |
| 42   | A Hora da Estrela                            | 1985 | Suzana Amaral                   | Drama           |
| 43   | Sem Essa, Aranha                             | 1970 | Rogério Sganzerla               | Drama           |
| 44   | Superoutro                                   | 1989 | Edgard Navarro                  | Comèdia         |
| 45   | pel·lícula demência                          | 1986 | Carlos Reichenbach              | Drama           |
| 46   | À Meia-Noite Levarei Sua Alma                | 1964 | José Mojica Marins              | Terror          |
| 47   | Terra Estrangeira                            | 1996 | Walter Salles i Daniela Thomas  | Thriller        |
| 48   | A Mulher de Todos                            | 1969 | Rogério Sganzerla               | Comèdia         |
| 49   | Rio, Zona Norte                              | 1957 | Nelson Pereira dos Santos       | Drama           |
| 50   | Alma Corsária                                | 1993 | Carlos Reichenbach              | Drama           |
| 51   | A Margem                                     | 1967 | Ozualdo Candeias                | Drama, Romanç   |
| 52   | Toda Nudez Será Castigada                    | 1973 | Arnaldo Jabor                   | Drama           |
| 53   | Madame Satã                                  | 2002 | Karim Aïnouz                    | Drama           |
| 54   | A Falecida                                   | 1965 | Leon Hirszman                   | Drama           |
| 55   | O Despertar da Besta                         | 1969 | José Mojica Marins              | Drama, Terror   |
| 56   | Tudo Bem                                     | 1978 | Arnaldo Jabor                   | Drama           |
| 57   | A Idade da Terra                             | 1980 | Glauber Rocha                   | Drama           |
| 58   | Abril Despedaçado                            | 2001 | Walter Salles                   | Drama           |
| 59   | O Grande Momento                             | 1958 | Roberto Santos                  | Drama           |
| 60   | O Lobo Atrás da Porta                        | 2015 | Fernando Coimbra                | Drama, Thriller |
| 61   | O Beijo da Mulher Aranha                     | 1985 | Hector Babenco                  | Drama           |
| 62   | O Homem Que Virou Suco                       | 1980 | João Batista de Andrade         | Drama, Comèdia  |
| 63   | O Auto da Compadecida                        | 2000 | Guel Arraes                     | Comèdia         |
| 64   | O Cangaceiro                                 | 1953 | Lima Barreto                    | Ação, Drama     |
| 65   | A Lira do Delírio                            | 1978 | Walter Lima Jr.                 | Drama           |
| 66   | O Caso dos Irmãos Naves                      | 1967 | Luís Sérgio Person              | Drama           |
| 67   | Ônibus 174                                   | 2002 | José Padilha                    | Documental      |
| 68   | O Anjo Nasceu                                | 1969 | Júlio Bressane                  | Drama           |
| 69   | Meu Nome é... Tonho                          | 1969 | Ozualdo Candeias                | Drama           |
| 70   | O Céu de Suely                               | 2006 | Karim Aïnouz                    | Drama           |
| 71   | Que Horas Ela Volta?                         | 2015 | Anna Muylaert                   | Drama           |
| 72   | Bicho de Sete Cabeças                        | 2001 | Laís Bodanzky                   | Drama           |
| 73   | Tatuagem                                     | 2013 | Hilton Lacerda                  | Drama           |
| 74   | Estômago                                     | 2007 | Marcos Jorge                    | Drama           |
| 75   | Cinema, Aspirinas e Urubus                   | 2005 | Marcelo Gomes                   | Drama           |
| 76   | Baile Perfumado                              | 1997 | Paulo Caldas i Lírio Ferreira   | Drama           |
| 77   | Pra Frente, Brasil                           | 1982 | Roberto Farias                  | Drama           |
| 78   | Lúcio Flávio, o Passageiro da Agonia         | 1976 | Hector Babenco                  | Drama           |
| 79   | O Viajante                                   | 1999 | Paulo César Saraceni            | Drama           |
| 80   | Anjos do Arrabalde                           | 1987 | Carlos Reichenbach              | Drama           |
| 81   | Mar de Rosas                                 | 1977 | Ana Carolina                    | Drama, Comèdia  |
| 82   | O País de São Saruê                          | 1971 | Vladimir Carvalho               | Documental      |
| 83   | A Marvada Carne                              | 1985 | André Klotzel                   | Comèdia         |
| 84   | Sargento Getúlio                             | 1983 | Hermanno Penna                  | Drama           |
| 85   | Inocência                                    | 1983 | Walter Lima Jr.                 | Drama           |
| 86   | Amarelo Manga                                | 2002 | Cláudio Assis                   | Drama           |
| 87   | Os Saltimbancos Trapalhões                   | 1981 | J. B. Tanko                     | Comèdia         |
| 88   | Di                                           | 1977 | Glauber Rocha                   | Documental      |
| 89   | Os Inconfidentes                             | 1972 | Joaquim Pedro de Andrade        | Drama           |
| 90   | Esta Noite Encarnarei no Teu Cadáver         | 1967 | José Mojica Marins              | Terror          |
| 91   | Cabaret Mineiro                              | 1980 | Carlos Alberto Prates Correia   | Musical         |
| 92   | Chuvas de Verão                              | 1977 | Carlos Diegues                  | Drama           |
| 93   | Dois Córregos                                | 1999 | Carlos Reichenbach              | Drama           |
| 94   | Aruanda                                      | 1960 | Linduarte Noronha               | Docuficção      |
| 95   | Carandiru                                    | 2003 | Hector Babenco                  | Drama, Policial |
| 96   | Bla Bla Blá                                  | 1968 | Andrea Tonacci                  | Drama           |
| 97*  | O Palhaço                                    | 2011 | Selton Mello                    | Comèdia         |
| 98   | O Signo do Caos                              | 2003 | Rogério Sganzerla               | Drama           |
| 99   | O Ano em que Meus Pais Saíram de Férias      | 2006 | Cao Hamburger                   | Drama           |
| 100  | Meteorango Kid: Herói Intergalático          | 1969 | André Luiz Oliveira             | Drama           |

* Corregit després del recompte de vots.

## Composició

### Per director
5 pel·lícules
- Glauber Rocha

4 pel·lícules
- Héctor Babenco
- Carlos Reichenbach
- Nelson Pereira dos Santos
- Rogério Sganzerla

3 pel·lícules
- Joaquim Pedro de Andrade
- Leon Hirszman
- José Mojica Marins
- José Padilha
- Walter Salles
- Andrea Tonacci
- Eduardo Coutinho

2 pel·lícules
- Karim Aïnouz
- Júlio Bressane
- Ozualdo Candeias
- Carlos Diegues
- Roberto Farias
- Ruy Guerra
- Arnaldo Jabor
- Walter Lima Jr.
- Luís Sérgio Person
- Roberto Santos

### Per període
28 pel·lícules
- Dècada de 1960

18 pel·lícules
- Dècada de 1980, 2000

15 pel·lícules
- Dècada de 1970

8 pel·lícules
- 1969

7 pel·lícules
- Dècada de 1990, 2010

5 pel·lícules
- Dècada de 1950, 2002

4 pel·lícules
- 1964, 1967

3 pel·lícules
- 1962, 1968, 1976, 1977, 1980, 1981, 1985, 1999, 2001, 2006, 2007

2 pel·lícules
- dècada de 1930, 1971, 1978, 1983, 1984, 1989, 2003, 2010, 2013

auto_awesome
Tradueix de: anglès
91 / 5.000
Resultats de traducció
Resultat de traducció